# Dorstenia gypsophila
Dorstenia gypsophila är en mullbärsväxtart som beskrevs av John Jacob Lavranos. Dorstenia gypsophila ingår i släktet Dorstenia och familjen mullbärsväxter. Inga underarter finns listade i Catalogue of Life.